# 1346.
◄ | 13. stoljeće | 14. stoljeće | 15. stoljeće | ►
◄ | 1310-ih | 1320-ih | 1330-ih | 1340-ih | 1350-ih | 1360-ih | 1370-ih | ►
◄◄ | ◄ | 1343. | 1344. | 1345. | 1346. | 1347. | 1348. | 1349. | ► | ►►
Arhitektura • Astronomija • Glazba • Knjige • Književnost • Kršćanstvo • Medicina • Pravo • Promet • Slikarstvo • Znanost

## Događaji
- 21. prosinca – Mletačke trupe ušle su u Zadar, čime je završila opsada tog grada, započeta 12. kolovoza 1345., i Zadar je prestao priznavati dotadašnju vlast hrvatsko'ugarskog kralja te bio u mletačkim rukama sljedećih desetak godina

## Smrti
- Ivan I., Grof Luksemburški († 1296.)

## Vanjske poveznice
|  | Zajednički poslužitelj ima još gradiva o temi 1346. |